# Ерамишанцев, Василий Иванович
Васи́лий Ива́нович Ерамиша́нцев (20 марта 1875, Григориополь — 4 ноября 1958, Москва) — русский и советский архитектор, один из видных мастеров московского модерна.

## Биография

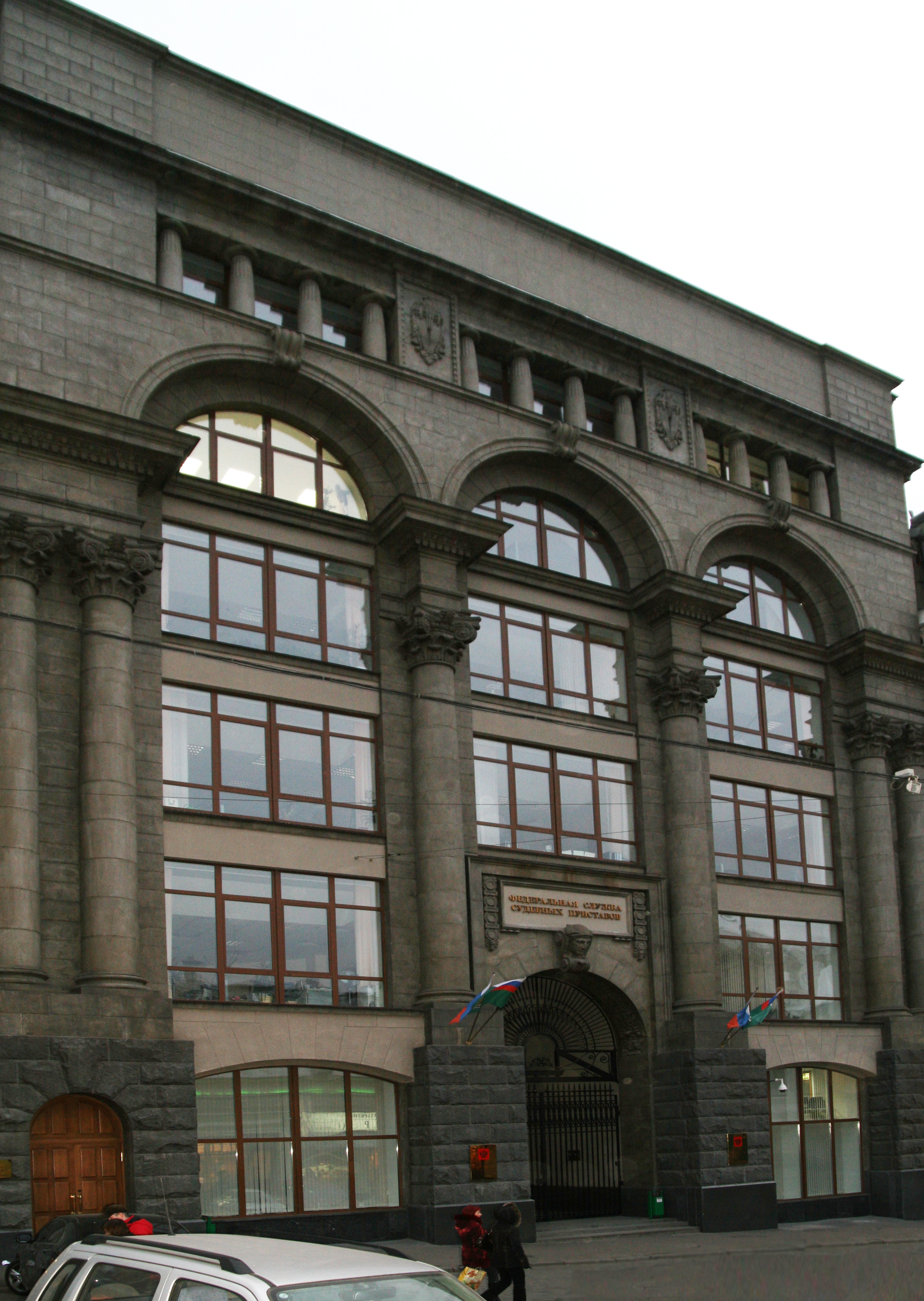
Кузнецкий мост, 16

В 1904 году со званием инженера-архитектора окончил Рижский политехнический институт. Работал в Москве, состоял членом Московского архитектурного общества с 1911 года. Жил в спроектированном им самим доме на Малой Дмитровке, 8. В 1927 году работал в Высшем Совете народного хозяйства, занимался проектированием рабочих посёлков для Зернотреста. С 1935 года — член Союза архитекторов СССР.
Похоронен на Донском кладбище.

## Постройки в Москве
- 1903—1907 — участие (предположительно) в строительстве северного корпуса Политехнического музея по проекту В. В. Воейкова и Г. И. Макаева, Новая площадь, 3/4;
- 1907 — Парфюмерная фабрика К. Эрманс, Воронцовская улица, 10; по мнению доктора искусствоведения М. В. Нащокиной, фабричный ансамбль, построенный в духе «северного» модерна, является наиболее выразительной постройкой Ерамишанцева[2].
- 1910 — ремонт части фасада Политехнического музея после пожара, Лубянская площадь, 2;
- 1913—1914 — доходный дом В. В. Зеленкова, Четвёртая Тверская-Ямская улица, 8[4];
- 1914—1915 — доходный дом Спасо-Влахернского женского монастыря, Малая Дмитровка, д 8 стр. 1;
- 1914—1915 — здание банка, Пушечная улица, 5;
- 1914—1916 — Дом банка и торгового дома «И. В. Юнкер и Ко», совместно с братьями Весниными, Кузнецкий Мост, 16;
- 1924 — перекрытие главного корпуса Макаронной фабрики И. Л. Динга, ул. 3-я Рыбинская.
- 1928 — проект планировки посёлка «Зернотрад» Зернотреста, совместно с А. И. Крыловым (не осуществлён)[3];
- 1940 — жилой дом для авиаработников, Ленинградский проспект, 69[5][6].